# Christian Clavier

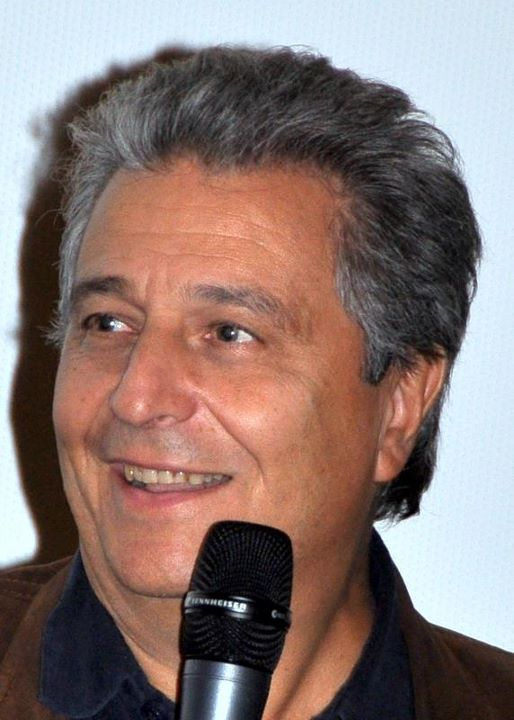
Christian Clavier 2011

Christian Clavier (* 6. Mai 1952 in Paris) ist ein französischer Schauspieler, Drehbuchautor und Regisseur.

## Leben
Clavier begann seine komödiantische Karriere als Mitbegründer der Comedy-Gruppe Le Splendid. Er trat dabei in Bühnenprogrammen mit seinen ehemaligen Schulkameraden Thierry Lhermitte, Gérard Jugnot und Michel Blanc auf. Aus den Programmen entstanden später die Strandflitzer-Filme.
Christian Clavier wurde international insbesondere bekannt durch den Film Die Besucher (1993) und dessen beiden Fortsetzungen sowie die US-amerikanische Neuverfilmung Just Visiting, die Miniserie Les Misérables – Gefangene des Schicksals, seine Rolle als Asterix in den ersten beiden Realverfilmungen des Comics und in der Titelrolle der Komödie Monsieur Claude und seine Töchter von 2014.
Clavier ist seit den 1970er-Jahren auch als Drehbuchautor tätig. Im Jahr 2011 gab er mit dem Film Zum Glück bleibt es in der Familie sein Regiedebüt. Sein Bruder Stéphane Clavier ist Regisseur.
Christian Clavier war mit Marie-Anne Chazel verheiratet, die in Die Besucher und Die Zeitritter die Rolle der Ginette übernahm. Sie haben ein gemeinsames Kind. Die Ehe wurde 2001 geschieden.

## Ehrungen und Auszeichnungen
- 1998 Ritter des Verdienstordens Ordre national du Mérite
- 2005 Offizier des Ordre national du Mérite
- 2008 Ritter der Ehrenlegion.

## Filmografie (Auswahl)
- 1973: L’an 01
- 1974: Die Verdächtigen (Les suspects)
- 1975: Wenn das Fest beginnt … (Que la fête commence …)
- 1975: Der Clou der Madame P.p. (C’est pas parce qu’on a rien à dire qu’il faut fermer sa gueule)
- 1976: F… comme Fairbanks
- 1977: Süßer Wahn (Dites-lui que je l’aime)
- 1978: Die Strandflitzer (Les bronzés)
- 1979: Les héros n’ont pas froid aux oreilles
- 1979: Sonne, Sex und Schneegestöber (Les bronzés font du ski)
- 1981: Clara und die tollen Typen (Clara et les chics types)
- 1982: Da graust sich ja der Weihnachtsmann (Le Père Noël est une ordure)
- 1983: Rock ’n Torah
- 1983: Papy fait de la Résistance
- 1986: Twist Again in Moskau (Twist again a Moscou)
- 1989: Vater werden ist doch schwer (Les cigognes n’en font qu’à leur tête)
- 1991: Operation Corned Beef (L’opération Corned-Beef)
- 1993: Die Besucher (Les visiteurs)
- 1994: Die Rache der Blonden (La vengeance d’une blonde)
- 1995: Die Schutzengel (Les anges gardiens)
- 1998: Die Zeitritter – Auf der Suche nach dem heiligen Zahn (Les visiteurs 2: Les couloirs du temps)
- 1999: Asterix und Obelix gegen Caesar (Astérix et Obélix contre César)
- 2000: Les Misérables – Gefangene des Schicksals (Les misérables, Miniserie)
- 2001: Just Visiting
- 2002: Asterix & Obelix: Mission Kleopatra (Astérix & Obélix: Mission Cléopâtre)
- 2002: Napoleon (Napoléon, Miniserie)
- 2004: Willkommen bei den Korsen (L’enquête corse)
- 2005: L’Antidote
- 2004: Die Strandflitzer 3 (Bronzes 3: Amis pour la vie)
- 2006: Kronprinz Rudolfs letzte Liebe
- 2007: Le prix à payer
- 2007: L’Auberge Rouge – Mord inklusive (L’auberge rouge)
- 2008: Le malade imaginaire (Fernsehfilm)
- 2009: La sainte Victoire
- 2009: Le bourgeois gentilhomme (Fernsehfilm)
- 2011: Zum Glück bleibt es in der Familie (On ne choisit pas sa famille, auch Regie, Drehbuch und Produktion)
- 2013: School Camp – Fies gegen mies (Les Profs)
- 2014: Monsieur Claude und seine Töchter (Qu’est-ce qu’on a fait au Bon Dieu?)
- 2014: Das magische Buch von Arkandias (Le grimoire d’Arkandias)
- 2014: Nur eine Stunde Ruhe! (Une heure de tranquillité)
- 2015: Ab in den Dschungel (Babysitting 2)
- 2016: Die Besucher – Sturm auf die Bastille (Les visiteurs – La révolution)
- 2017: Ein Sack voll Murmeln (Un sac de billes)
- 2017: Mein neues bestes Stück (Si j’étais un homme)
- 2017: Hereinspaziert! (À bras ouverts)
- 2017: Nicht ohne Eltern (Momo)
- 2018: Die Abenteuer von Spirou & Fantasio (Les aventures de Spirou et Fantasio)
- 2019: Asterix und das Geheimnis des Zaubertranks (Astérix: Le secret de la potion magique, Stimme)
- 2019: Monsieur Claude 2 (Qu’est-ce qu’on a encore fait au Bon Dieu?)
- 2019: Convoi exceptionnel
- 2019: Ibiza – Ein Urlaub mit Folgen (Ibiza)
- 2019: Rendez-vous chez les Malawas
- 2021: Mord in Saint-Tropez (Mystère à Saint-Tropez, auch Drehbuch)
- 2021: Kaamelott – Premier volet
- 2021: Monsieur Claude und sein großes Fest (Qu’est-ce qu’on a tous fait au Bon Dieu?)
- 2022: Irréductible
- 2023: Les vengeances de Maître Poutifard
- 2024: Oh la la – Wer ahnt denn sowas? (Cocorico)
- 2024: Voilà Papa! – Der fast perfekte Schwiegersohn (Jamais sans mon psy)

## Synchronsprecher
In früheren Filmen wurde Clavier in Deutschland von diversen Sprechern, darunter Knut Reschke, Arne Elsholtz und Ulrich Frank, synchronisiert. Seit 1993 kamen überwiegend Michael Pan, Tobias Meister und Wolfgang Müller als Standardsprecher zum Einsatz.